# Sète
 Sète  (en occitano: Seta) es una población y comuna francesa de la región de Occitania, ubicada en el distrito de Montpellier y el departamento de Hérault, junto al mar Mediterráneo.

## Geografía
Sète tiene una extensión de 24.21 km² (2421 hectáreas) y una altitud máxima de 183 metros sobre el nivel del mar.
Pertenece al departamento de Hérault, en la región de Occitania. Se ubica en el distrito de Montpellier y es el chef-lieu del cantón de Sète. Su topónimo en francés es Sète y en occitano Seta.

## Demografía
| 8 031 | 6984 | 8438 | 9061 | 13 413 | 11 648 | 19 041 | 19 124 | 21 064 | 22 438 | 24 177 | 25 826 | 28 690 | 35 517 | 37 058 | 36 541 | 32 729 | 33 246 | 33 892 | 33 049 | 36 503 | 37 005 | 36 953 | 37 324 | 31 203 | 33 454 | 36 301 | 40 476 | 39 258 | 39 545 | 41 510 | 39 542 | 42 972 | 44 136 |
| Para los censos de 1962 a 1999 la población legal corresponde a la población sin duplicidades (Fuente: INSEE [Consultar]) |      |      |      |        |        |        |        |        |        |        |        |        |        |        |        |        |        |        |        |        |        |        |        |        |        |        |        |        |        |        |        |        |        |

## Política
François Commeinhes fue nombrado alcalde de la ciudad en la legislatura municipal que va de 2014 a 2020.

## Imágenes

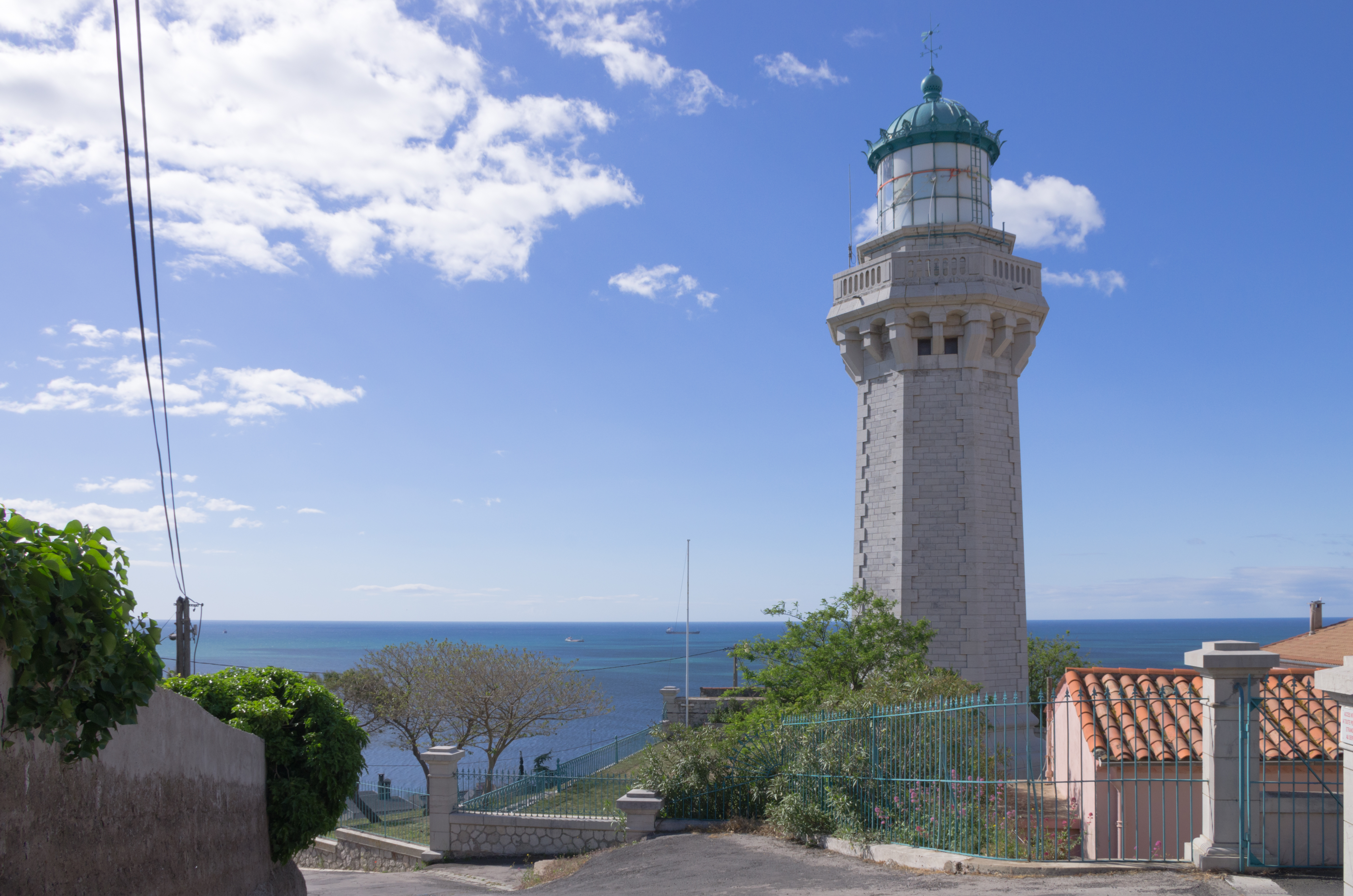
Faro de Mont-Saint-Clair.
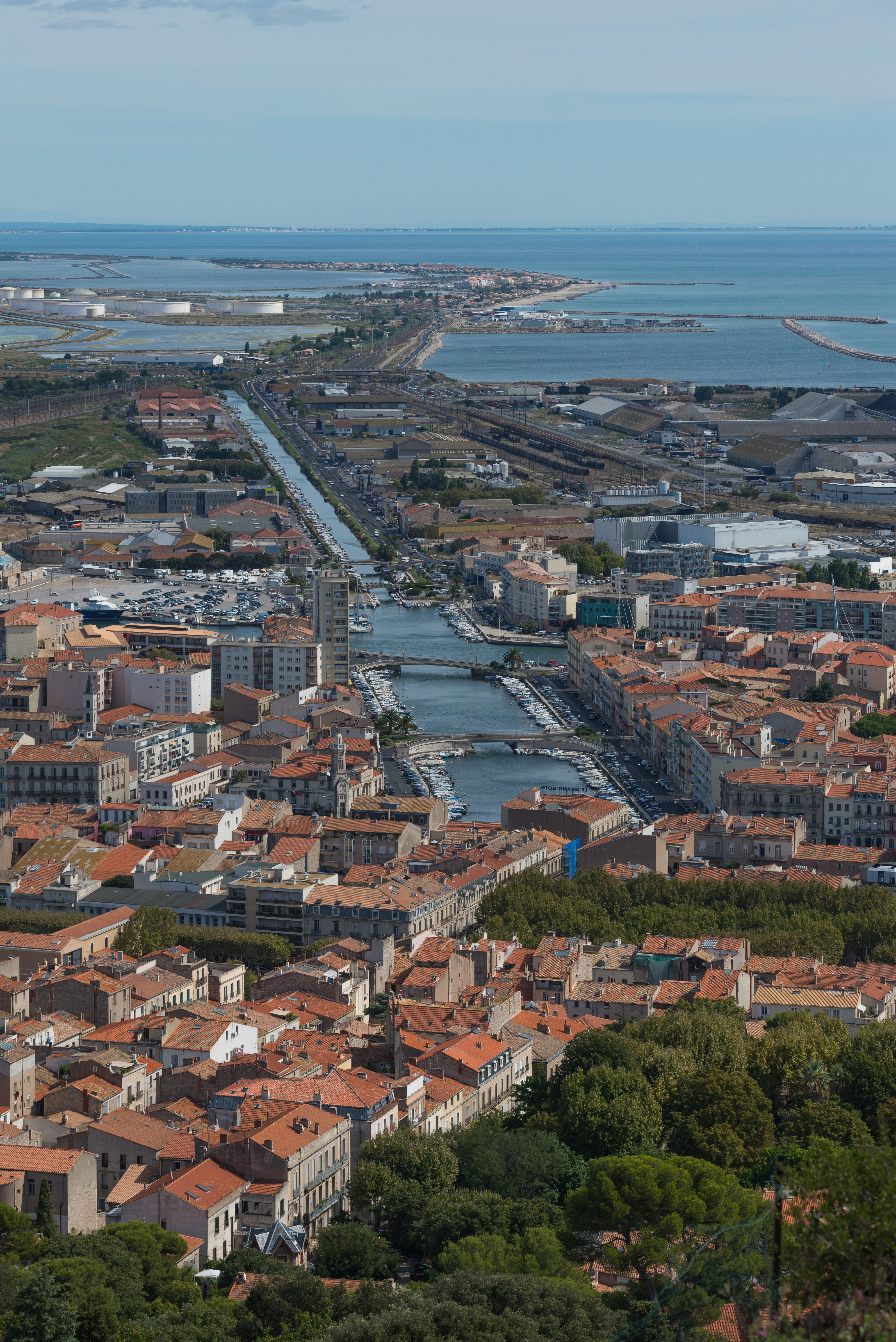
Canal de la Peyrade.
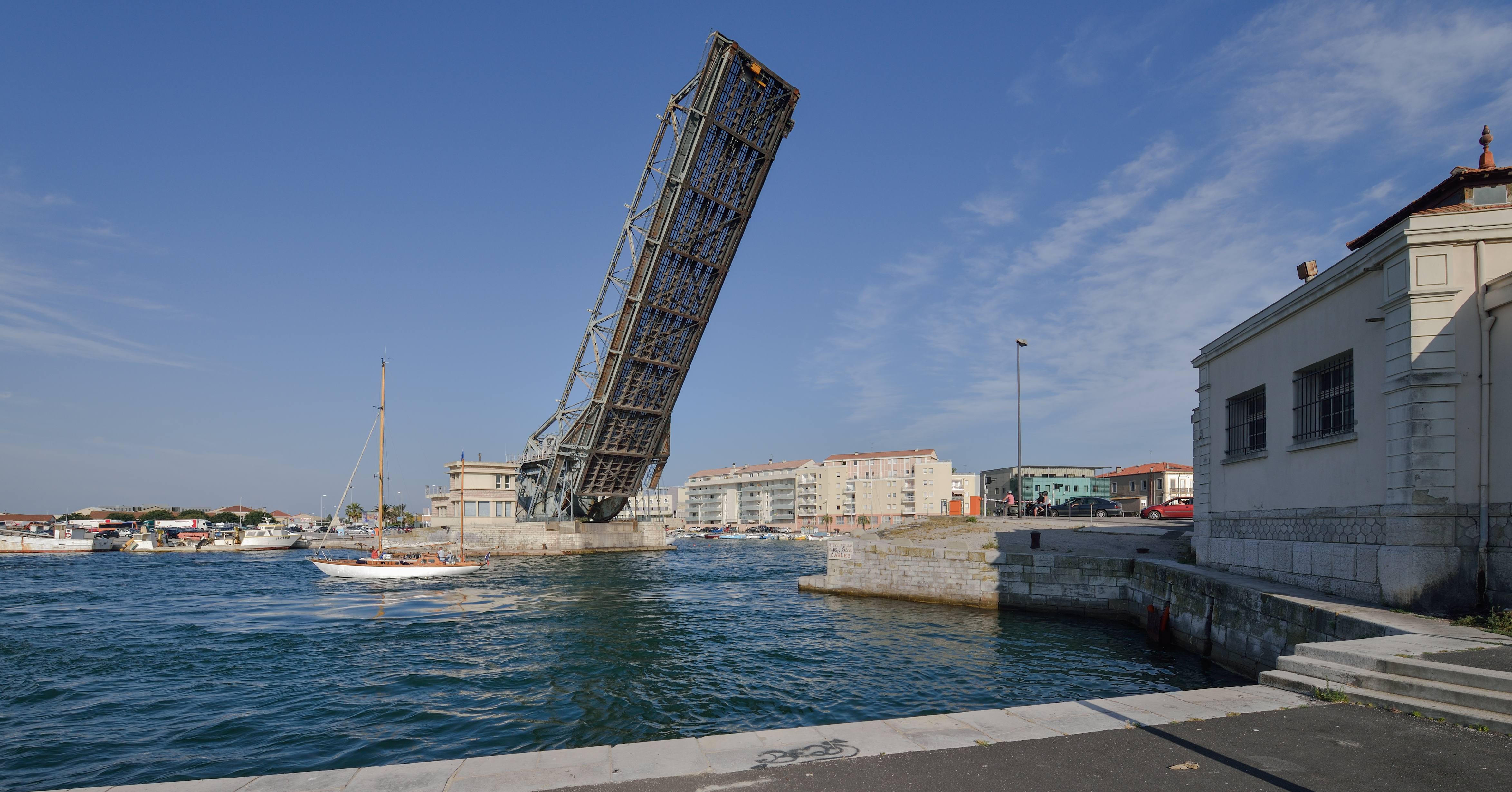
Puente de Tivoli.
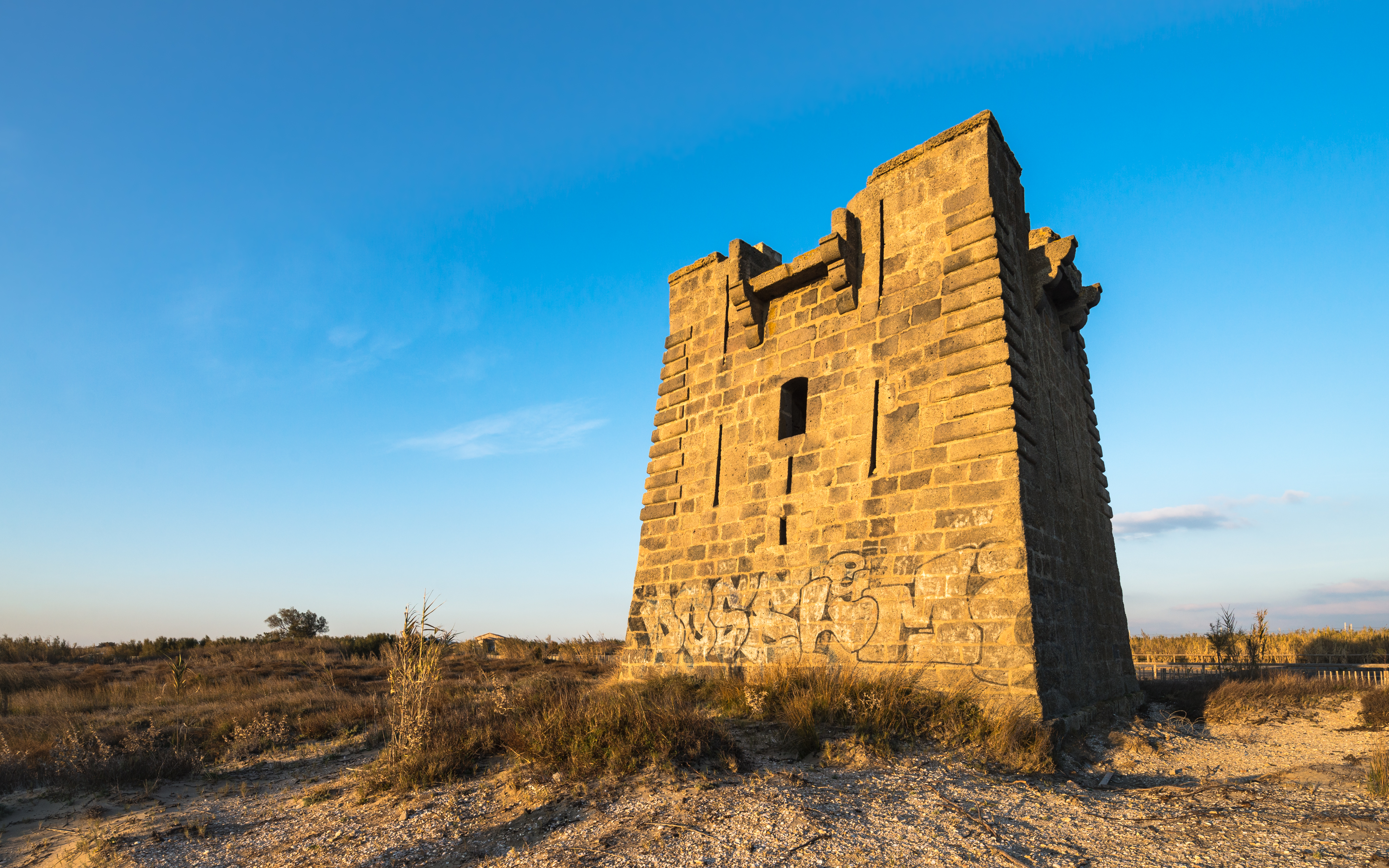
Reducto de Castellas (s. XVI).
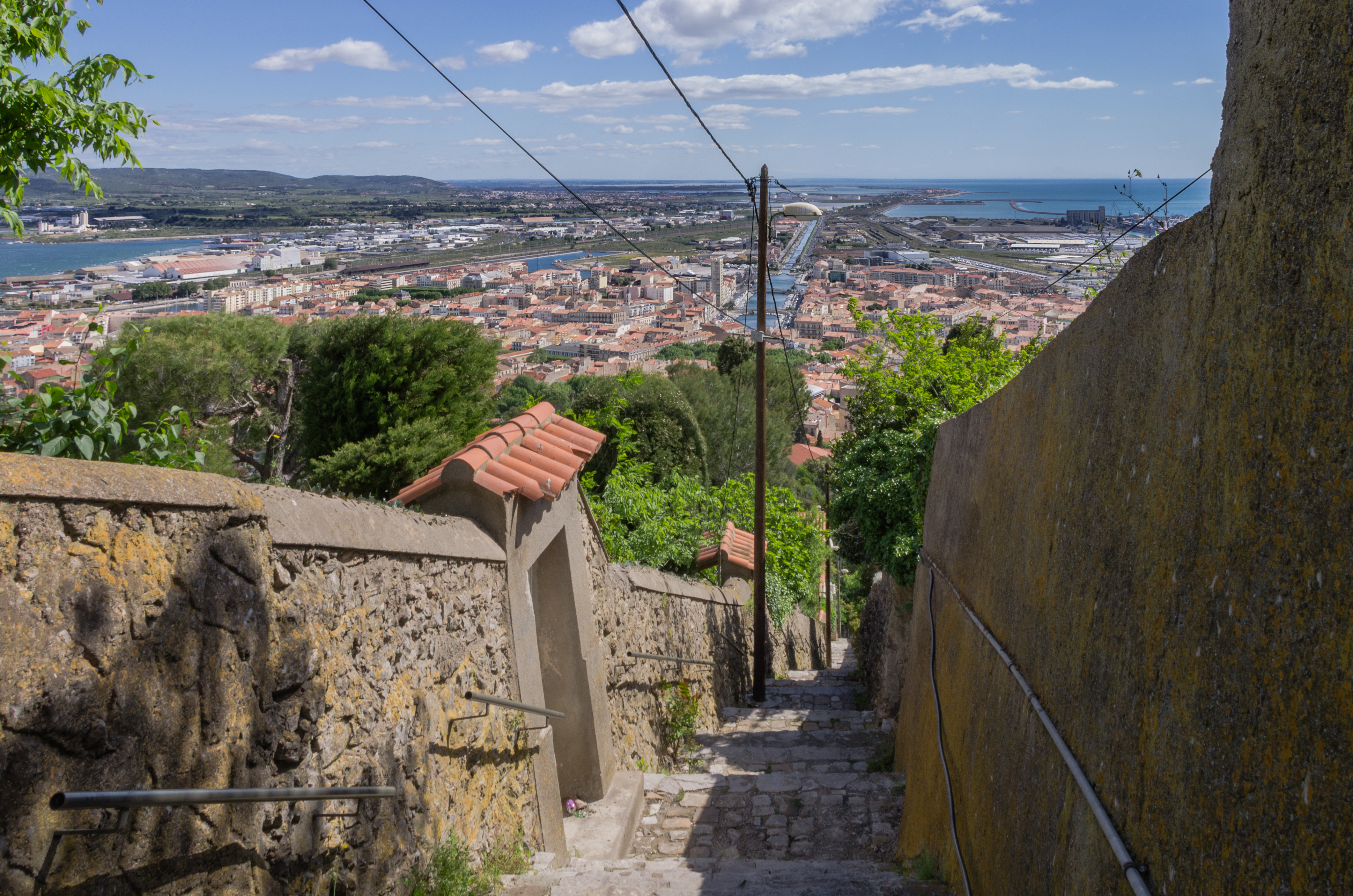
Escalera de Chemin du Mas Rousson.
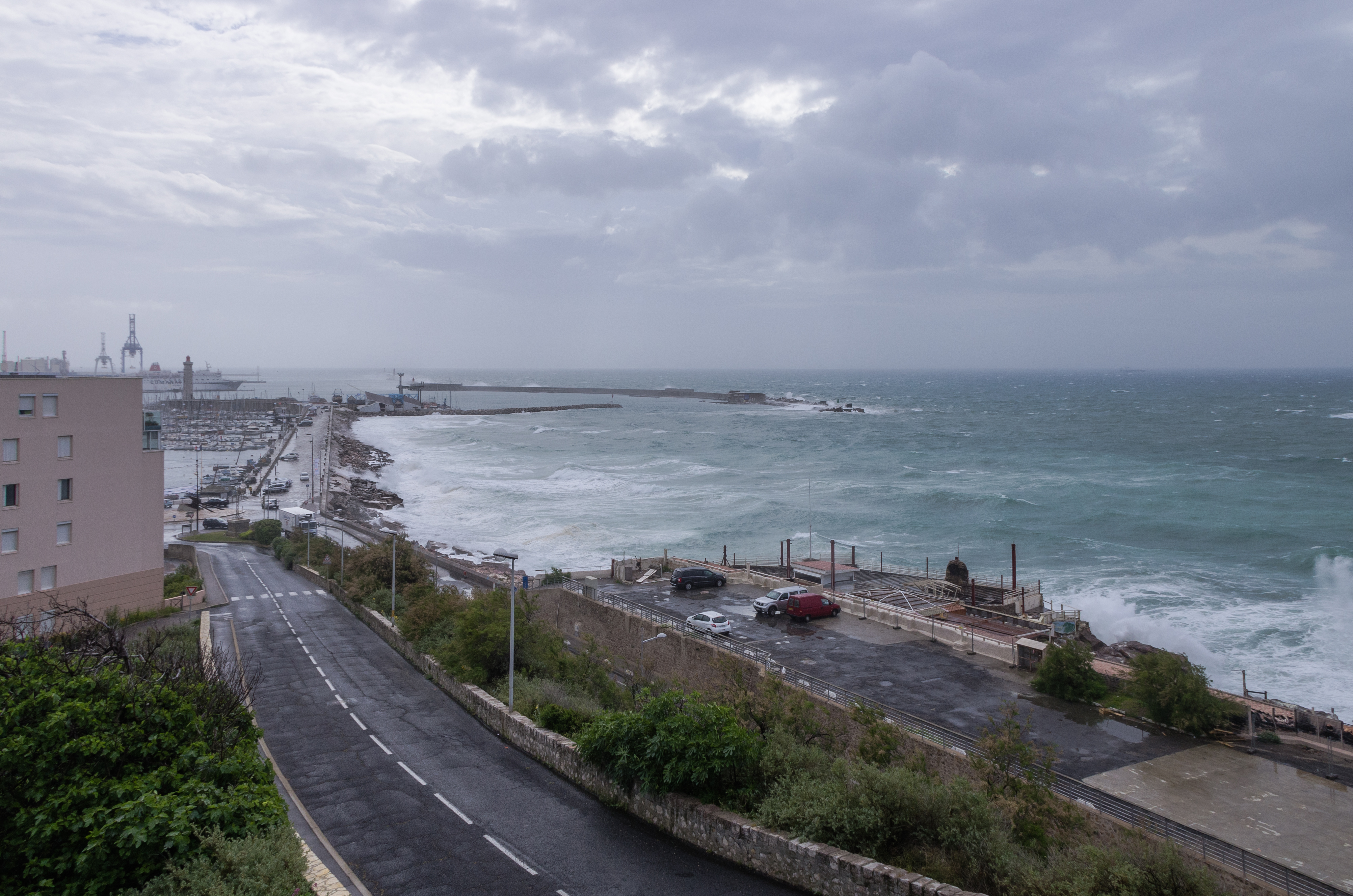
Clima marítimo.
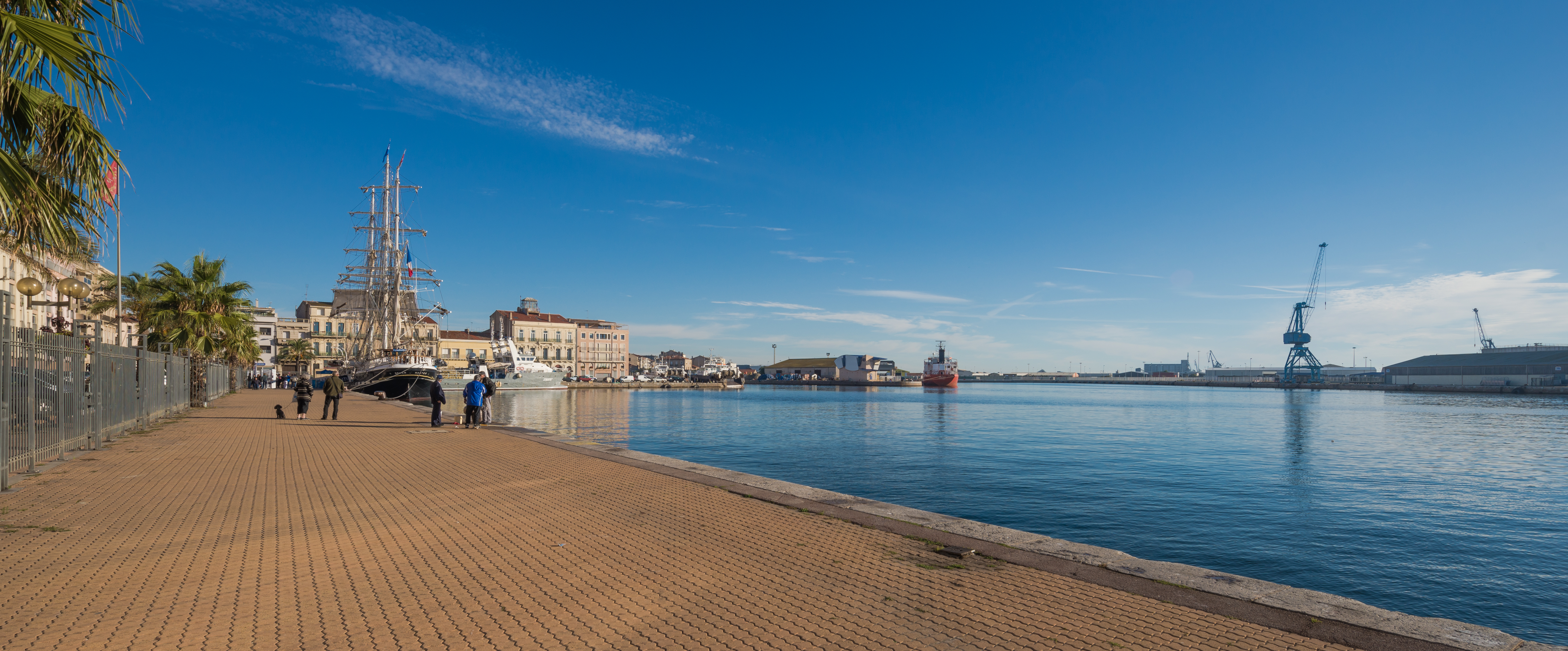
Zona portuaria.